# Finale Stanleyjevega pokala 1917
Finale Stanleyjevega pokala 1917 je potekal od 17. do 26. marca. Za pokal sta se potegovali moštvi Seattle Metropolitans, prvak lige PCHA, in Montreal Canadiens, prvak lige NHA. Seattle je zmagal s 3-1 v tekmah in postal prvo ameriško moštvo, ki je osvojilo pokal.

## Poti do finala
Saettle je osvojil naslov PCHA, potem ko je redni del sezone zaključil na 1. mestu z razmerjem zmag in porazov 16-8. 
Montreal je na drugi strani v finale napredoval, potem ko je v končnici NHA za las porazil moštvo Ottawa Hockey Club s 7-6.

## Serija
Tekme finala so igrali v dvorani Seattle Ice Arena. Prva in tretja tekma sta potekali pod PCHA pravili, druga in četrta pa pod NHA pravili. Na prvi tekmi je Didier Pitre zadel 4 gole in povedel Canadiense k zmagi 8-4. Metropolitansi so naslednje tri tekme dobili in tako dvignili pokal, na vsaki od treh tekem so v svojo mrežo spustili le en plošček. Od 23 golov za Seattle jih je Bernie Morris prispeval 14, od tega 6 pri njihovi zmagi 9-1 na četrti tekmi. Vratar Metropolitansov in kasnejši član Hokejskega hrama slavnih lige NHL je zabeležil GAA 2.90.
| Tekme                                   | Tekme     | Zmagovalci            | Izid | Poraženci             | Pravila | Lokacija          |
| --------------------------------------- | --------- | --------------------- | ---- | --------------------- | ------- | ----------------- |
| 1                                       | 17. marec | Montreal Canadiens    | 8–4  | Seattle Metropolitans | PCHA    | Seattle Ice Arena |
| 2                                       | 20. marec | Seattle Metropolitans | 6–1  | Montreal Canadiens    | NHA     | Seattle Ice Arena |
| 3                                       | 23. marec | Seattle Metropolitans | 4–1  | Montreal Canadiens    | PCHA    | Seattle Ice Arena |
| 4                                       | 26. marec | Seattle Metropolitans | 9–1  | Montreal Canadiens    | NHA     | Seattle Ice Arena |
| Seattle je zmagal serijo z 3–1 v zmagah |           |                       |      |                       |         |                   |

## Seattle Metropolitans, zmagovalci Stanleyjevega pokala, 1917

### Postava
Centri
- Bernie Morris
- Jack Walker‡

  Krila
- Frank Foyston
- Jim Riley
- Carol Cully Wilson

  Branilci
- Bobby Rowe (kapetan)
- Roy Rickey
- Everard Eddie Carpenter

  Vratarji
Harry Hap Holmes
  Neigralci
- Pete Muldoon (predsednik/direktor-trener)

‡ Igral na položaju roverja, položaju med obema obrambama in za centrom.

### Vrezano v Stanleyjev pokal
Po finalu so na pokal vrezali napis "Seattle/prvaki sveta/premagali Canadianse/1917". (Pomni: vrezana je bila angleška oblika Canadiensov; Canadians)